# Liste de routes
Liste d'articles concernant les routes et autoroutes par pays.

## Afrique

### Afrique du Sud
- Routes d'Afrique du Sud
- Routes nationales en Afrique du Sud

### Algérie
- Liste des autoroutes d'Algérie
  - Autoroute Est-Ouest
- Liste des voies express d'Algérie
- Liste des routes nationales de l'Algérie
  - Route transsaharienne

### Burkina Faso
- Liste des routes nationales du Burkina Faso

### Comores
- Liste de routes aux Comores

### Mali
- Route du poisson
- Routes nationales du Mali

### Maroc
- Liste des autoroutes du Maroc
- Liste des voies express du Maroc
- Liste des routes nationales du Maroc

### Sénégal
- Liste des routes du Sénégal

### Tunisie
- Liste des autoroutes de la Tunisie
- Liste des routes de la Tunisie

## Amériques
- Route panaméricaine

### Brésil
- Routes brésiliennes

### Canada
Contrairement à bien des pays, chaque province possède sa propre numérotation, il n'y a pas numérotation nationale.
- Route transcanadienne
- Liste des autoroutes ontariennes
  - Autoroute 401

#### Québec
- Liste des autoroutes québécoises
- Liste des routes provinciales québécoises
- Chemin du Roy

### Costa Rica
- Autoroutes du Costa Rica

### États-Unis
- Route trans-Alaska
- El Camino Real
- Route 66
- Liste des autoroutes américaines

## Asie

### Chine
- Routes nationales chinoises
- Liste des autoroutes chinoises

#### Hong Kong
- Liste des rues de Hong Kong

### Corée du Sud
- Routes de Corée du Sud

### Inde
- Route des Indes
- Routes de l'Inde

### Israël
- Liste des routes israéliennes

### Philippines
- Routes des Philippines

### Singapour
- Liste des routes de Singapour

### Taïwan
- Routes de Taïwan

### Turquie
- Liste des autoroutes turques

### Syrie
- Liste des autoroutes syriennes

## Europe
- Route européenne

### Allemagne
- Liste des autoroutes de l'Allemagne

### Andorre
- Liste des routes de la Principauté d'Andorre

### Autriche
- Liste des autoroutes d'Autriche

### Belgique
- Routes nationales
- Liste des rings belges
- Liste des autoroutes belges

### Biélorussie
- Liste des autoroutes de la Biélorussie

### Bosnie-Herzégovine
- Liste des autoroutes de la Bosnie-Herzégovine

### Bulgarie
- Liste des autoroutes de la Bulgarie

### Croatie
- Liste des autoroutes de la Croatie

### Espagne
- Liste des autoroutes espagnoles
- Liste des routes nationales d'Espagne
- Chemin de Saint-Jacques de Compostelle
- Histoire du réseau routier espagnol

### France
- Liste des autoroutes de France
- Liste des voies rapides de France
- Route nationale de France
- Liste des voies de Paris
- Liste des voies de Lyon
- Liste des rues de Marseille
- Rues d'Avignon
- Voie sacrée

### Grèce
- Via Egnatia
- Liste des autoroutes et routes nationales de la Grèce

### Hongrie
- Réseau autoroutier de la Hongrie

### Islande
- Liste des routes d'Islande

### Irlande
- Routes d'Irlande

### Italie
- Liste des autoroutes italiennes
- Liste des routes nationales italiennes

### Luxembourg
- Liste des autoroutes luxembourgeoises

### Pays-Bas
- Liste des autoroutes néerlandaises

### Pologne
- Liste des autoroutes polonaises

### Portugal
- Liste des autoroutes du Portugal

### Roumanie
- Liste des routes nationales de la Roumanie

### Royaume-Uni
- Liste des autoroutes britanniques
- Liste des rues de Londres
  - Oxford Street
  - Piccadilly
  - Regent Street
  - Whitehall

### Russie
- Liste des autoroutes de la Russie

### Serbie
- Liste des autoroutes de la Serbie

### Slovaquie
- Liste des autoroutes de la Slovaquie

### Suède
- Liste des autoroutes suédoises

### Suisse
- Liste des autoroutes suisses

### Ukraine
- Routes d'Ukraine

## Océanie

### Australie
- Liste des routes australiennes

### Nouvelle-Zélande
- Routes de Nouvelle-Zélande